# Casa Duró
La Casa Duró és un edifici d'habitatges de la parròquia andorrana d'Escaldes-Engordany, protegit com a bé immoble inventariat per la seva significació en l'arquitectura de granit del principat. Està situada al número 91 de l'avinguda Carlemany.
Aixecada als anys 1930, la casa Duró és un edifici plurifamiliar construït totalment en granit i que destaca pel seu important volum. Seguint l'orientació de l'avinguda Carlemany, la seva façana presenta diversos elements característics de l'arquitectura de granit com són els arcs de mig punt a les finestres centrals, els arcs rebaixats a les obertures de les botigues, les llindes rectangulars adovellades, els carreus esquadrats als angles, el parament irregular en granit i la mansarda central a la coberta.
La casa Duró constitueix un dels exemples més significatius de l'aplicació de l'anomenada arquitectura de granit a la construcció d'un edifici plurifamiliar, i popularitza aquesta mena de construccions. A la vegada presenta el valor de ser de les primeres edificacions en què s'abandona el model de casa unifamiliar propi de l'arquitectura tradicional del país per passar a adoptar-se un nou model de casa, desenvolupada en alçada i destinada a acollir diverses unitats familiars i amb establiments comercials a planta baixa, d'acord amb el procés de modernització que s'inicia a Andorra els anys quaranta i cinquanta.